# Vlag van Tanintharyi

Vlag van Tanintharyi

De vlag van Tanintharyi heeft een Naga naar voren gericht met een witte ster erboven op een rood-blauw-groene horizontale driekleur. De vlag is sinds 2010 in gebruik genomen.
De vorige vlag die 1974 tot 2010 werd gebruikt, heeft een donkerblauw veld met de tekst "တနင်္သာရီတိုင်း" (wat "Divisie Tanintharyi" betekent)

Historische vlaggen
1974-2010